# Fading (Alle Farben e Ilira)
Fading è un singolo del DJ tedesco Alle Farben e della cantante svizzera Ilira, pubblicato il 2 novembre 2018 come quarto estratto dal terzo album in studio del primo Sticker on My Suitcase.

## Tracce
Testi e musiche di Frans Zimmer, Ilira Gashi, Daniel Deimann, Dennis Bierbrodt, Guido Kramer, Jaro Omar, José David Peñín Montilla, Jürgen Dohr, Kevin Zuber, Lennard Oestmann, Pauline Skött, Ruíz Marengo e Stefan Dabruck.
Download digitale
1. Fading – 3:25

Download digitale – Remixes
1. Fading (Alle Farben Club Mix) – 5:30
2. Fading (Deepend Remix) – 3:13
3. Fading (Nick Martin Remix) – 4:01
4. Fading (Plastik Funk Remix) – 3:44
5. Fading (Barkley Remix) – 4:11
6. Fading (Le Shuuk Remix) – 4:17
7. Fading (Moglis Remix) – 4:26

Download digitale – Rudimental Remix
1. Fading (Rudimental Remix) – 3:30

## Formazione
Musicisti
- Ilira – voce

Produzione
- Alle Farben – produzione
- Daniel Deimann – produzione, ingegneria del suono
- Dennis Bierbrodt – produzione, ingegneria del suono
- Guido Kramer – produzione, ingegneria del suono
- Jürgen Dohr – produzione, ingegneria del suono
- Kevin Zuber – produzione
- Lennard Oestmann – registrazione

## Classifiche

### Classifiche settimanali
| Classifica (2019) | Posizione massima |
| ----------------- | ----------------- |
| Austria           | 16                |
| Germania          | 16                |
| Polonia           | 2                 |
| Repubblica Ceca   | 44                |
| Russia            | 74                |
| Slovacchia        | 74                |
| Svizzera          | 17                |
| Ucraina           | 5                 |

### Classifiche di fine anno
| Classifica (2019) | Posizione |
| ----------------- | --------- |
| Austria           | 65        |
| Germania          | 61        |
| Polonia           | 14        |
| Svizzera          | 65        |
| Ucraina           | 10        |
| Classifica (2020) | Posizione |
| Ucraina           | 88        |